# Трифторид мышьяка
Трифтори́д мышьяка́ — бинарное неорганическое соединение мышьяка и фтора с формулой AsF3, бесцветная токсичная жидкость с неприятным запахом, разлагается в воде.

## Получение
- Действием фтористого водорода на триоксид мышьяка:

{\displaystyle {\mathsf {As_{2}O_{3}+6HF\ \xrightarrow {140-200^{o}C} \ 2AsF_{3}+3H_{2}O}}}
- Действием фторсульфоновой кислоты на триоксид мышьяка:

{\displaystyle {\mathsf {As_{2}O_{3}+4HSO_{3}F\ {\xrightarrow {55-65^{o}C}}\ AsF_{3}+SO_{3}+HF+As(HSO_{4})_{3}}}}

## Физические свойства
Трифторид мышьяка — бесцветная подвижная жидкость, дымит на воздухе, разлагается водой.
Растворяется в этаноле, диэтиловом эфире, бензоле.

## Химические свойства
- Реагирует с водой:

{\displaystyle {\mathsf {2AsF_{3}+3H_{2}O\ {\xrightarrow {}}\ As_{2}O_{3}\downarrow +6HF}}}
- Окисляется концентрированной азотной кислотой:

{\displaystyle {\mathsf {AsF_{3}+2HNO_{3}+2H_{2}O\ \xrightarrow {} \ H_{3}AsO_{4}+3HF+2NO_{2}}}}
- Реагирует с щелочами с образованием гидроарсенита натрия:

{\displaystyle {\mathsf {AsF_{3}+5NaOH\ {\xrightarrow {}}\ Na_{2}HAsO_{4}+3NaF+2H_{2}O}}}
- Реагирует с оксидом кремния (разъедает стекло):

{\displaystyle {\mathsf {4AsF_{3}+3SiO_{2}\ {\xrightarrow {100-150^{o}C}}\ 2As_{2}O_{3}+3SiF_{4}}}}
- С фторидами щелочных металлов образует комплексные соли:

{\displaystyle {\mathsf {AsF_{3}+5KF\ {\xrightarrow {}}\ K[AsF_{4}]}}}

## Применение
- Катализатор полимеризации.

## Токсичность
Как мышьяксодержащее вещество, фторид мышьяка(III) явно ядовит.